# Giovanni Zonara
Giovanni Zonara (in greco Ἰωάννης Ζωναράς?, Ioánnis Zonarás; fl. XII secolo) è stato uno storico e teologo bizantino attivo a Costantinopoli.

## Biografia
La sua vita è nota solamente attraverso le sue opere.
Nel suo Commentario al Canone 7 del Sinodo di Neocesarea (314–25), Zonara menziona il secondo matrimonio dell'imperatore Manuele I Comneno con Maria d'Antiochia, che fu celebrato il 25 dicembre 1161. Ciò fa supporre che le cariche di cui parla in altri momenti siano state ricoperte sotto Giovanni II Comneno (1118–1143) o sotto Manuele I (1143–1180) e non sotto Alessio I Comneno, come si riteneva in precedenza.
Zonara fu Πρωτοασηκρήτις (Protoasecrétis) o primo segretario privato dell'Imperatore, cioè capo della cancelleria imperiale.
Fu anche δρουγγάριος τῆς βίγλης (drungarios tes bigles), titolo che nel XII secolo non indicava il capo della guardia del corpo imperiale, ma uno dei massimi cavalieri dell'Impero.
In seguito si ritirò e passò il resto della sua vita scrivendo libri. Non è sicuro dove si sia ritirato: alcune fonti indicano Hagia Glykeria (Santa Glicerìa), un'isola della Propontide, nota anche con il nome di Niandro, altre un monastero di Monte Athos.
Sarebbe vissuto 88 anni ed alcune fonti affermano che sia stato sepolto nel monastero di Sant'Elia.

## Opere
Le opere di Zonara sono citate spesso dagli scrittori bizantini successivi che esprimono i più alti apprezzamenti per la sua scienza e capacità.

### Epitome
La sua opera più importante è un compendio chiamato Epitome delle storie (Ἐπιτομή Ἱστορίων: Epitomé historíon). È anche nota anche con il nome di Χρονικόν (Chronikón) o Annales. L'opera, organizzata in 18 volumi, si estende dalla creazione del mondo fino alla morte di Alessio (1118), e fu compilata utilizzando diversi autori greci, di cui Zonara spesso riporta il testo originale. Per la prima parte l'autore è ampiamente debitore nei riguardi di Giuseppe Flavio; per la storia romana seguì principalmente Cassio Dione Cocceiano. Altre fonti furono Giovanni Scilitzes e Michele Psello per il periodo posteriore all'anno 811.
L'epitome quindi è di grande importanza perché permette di conoscere una parte della storiografia di Roma altrimenti ignota. Infatti dei primi 20 libri di Cassio Dione Cocceiano si sono conservate solo le epitomi scritte da Zonara e anche degli ultimi libri, di cui si sono conservate anche le epitomi scritte da Giovanni Xifilino, Zonara ha conservato numerose affermazioni di Cassio Dione che Xifilino ha invece omesso.
Per la parte finale dei suo lavoro Zonara scrisse come testimone oculare degli eventi che descrive, ma con una stringatezza che sorprende, specie in considerazione degli interessanti e importanti eventi del suo tempo. Tuttavia le sue carenze sono ampiamente supplite dalla Alessiade di Anna Comnena, figlia di Alessio I.
La sua storia fu continuata da Niceta Coniata, la cui opera inizia dalla morte di Alessio.
La prima edizione a stampa della Epitome di Zonara fu realizzata nel 1557 sotto la supervisione di Hieronymus Wolf a Basilea in folio in tre volumi con il titolo Ioannis Zonarae Monachi, qui olim Byzantij Magnus Drungarius excubiarum seu Biglæ,& Protosectarius fuit, compendium Historiarum, in tres tomos distinctus. L'edizione successiva faceva parte della collezione di autori bizantini di Parigi, e fu stampata a Parigi da Charles Du Fresne nel 1686, in 2 volumi in folio. Fu ristampata a Venezia. Nel corso dell'Ottocento una nuova edizione è stata pubblicata a Bonn da Pinder e Buttner-Wobst nel 1841–1897 e un'altra a Lipsia da Dindorf in 6 volumi, apparsi fra il 1868 e il 1875.
Ne esiste anche una traduzione latina di Wolf pubblicata per la prima volta nel 1557 e ristampata nel 1868.
L'autore suddivide la sua opera in base alla religione: la prima parte tratta della religione ebraica, la seconda del periodo romano-cristiano.
La suddivisione attualmente in uso segue quella del bizantinista francese Charles Du Fresne, Seigneur Du Cange (1610–1688), in otto libri.
I libri 1–12 espongono la storia mondiale dalla creazione fino alla Tetrarchia. I libri 13–18 trattano della storia bizantina da Costantino I fino alla morte di Alessio I Comneno nell'anno 1118.

#### Gli specchi ustori di Archimede
All'interno dell'Epitome, Zonara descrive anche la vicenda degli specchi ustori di Archimede con meticolosa puntualità. La sua testimonianza, forse derivata da Cassio Dione e altri autori assieme a quella di Giovanni Tzetzes, resta tra le pochissime descrizioni di quell'episodio singolare durante l'assedio di Siracusa.

### Commentari
Zonara scrisse un commentario (Ἐξήγεσις: Exégesis) sui Canoni degli Apostoli, sui concili ecumenici e locali e sui Padri della Chiesa (Ἐξήγεσις τών ἱερών καί θείων κανόνων).
Il Commentario dei Canoni degli Apostoli fu stampato, con una traduzione latina, da J. Quintinus, a Parigi, nel 1558; quello dei Concili e dei Padri della chiesa fu stampato da Antonius Salmatia a Milano nel 1613.
Entrambe le parti furono pubblicate in greco e latino da Beveridge (Beveregius), nel suo Pandectae Canonum, Oxford, 1672.

### Altre opere di carattere religioso
Ci sono anche altri piccoli lavori di contenuto religioso la cui attribuzione a Zonara non presenta dubbi.
- Λόγος πρὸς τοὺς τὴν φυσικὴν τῆς γονῆς ἐκροὴν μίασμα ἡγουμένους, ... stampata da Edmondus Bonefidius, Jus Orientale, 1573, 8vo., e da Johannes Leunclavius (Löwenklau), Jus Graeco-Romanum, vol. i. p. 351.
- Ἐκ προσώπου τῶν ἀρχιερέων περὶ τοῦ μὴ δεῖν δὺο δισεξαδέλφους τὴν αυτὴν ἀγαγέσθαι πρὸς γάμον per dimostrare che a due nipoti non è lecito sposare la stessa donna, stampato da Cotelerius, Monument. Ecclesiae Graecae, Parigi, 1681, 4to

Zonara scrisse anche un commentario sui poemi di Gregorio Nazianzeno e alcune vite di santi.

### Lexikon
Il Lexikon (Συναγωγὴ λέξεων συλλεγείσα ἐκ διαφόρων βιβλίων), che è stato pubblicato la prima volta a nome di Zonara (ed. J. A. H. Tittmann 1808) è probabilmente opera di un Antonius Monachus. Lo stesso Tittmann crede che sia lo stesso lavoro citato da Suidas con il titolo di Ἐτυμολογικὸν ἄλλο ὁ δεύτερον, nel qual caso non potrebbe essere stato compilato da Zonara, visto che Suidas è probabilmente vissuto un secolo prima.

### Altri manoscritti
Esistono anche diversi altri manoscritti di Zonara, il cui elenco può leggersi in:
- Fabricius. Fabric. Bill. Graec. vol. XI, p. 222, fol., vol. VII, p. 465, fol.
- Scholl, Geschichte der Griechischen Litteratur, vol. III, pp. 155, 247, 467.